# Ламутское
Ламутско́е — село в Анадырском районе Чукотского автономного округа. Образует сельское поселение Ламутское.
Название села происходит от поселившихся здесь ламутов, как ранее называли эвенов.

## География
Расположено на правом берегу реки Анадырь, в устье реки Большой Пеледон. Расстояние до окружного центра, Анадыря, составляет 413 км.

## Транспорт
Транспортная связь селом осуществляется с помощью сезонного автозимника, а также по воздуху вертолётом. С конца 2014 года после реконструкции ВПП стал возможен приём самолётов DHC-6. Полеты выполняются 1-2 раза в месяц.

## Экономика
Основное занятие местных жителей — оленеводство и рыболовство. В селе есть начальная школа, детский сад, фельдшерско-акушерский пункт, почта, узел связи, дом культуры, библиотека, магазин. По некоторым данным, местная школа в настоящий момент закрыта. В 2005 г. в селе был установлен спутниковый телефонный терминал.
Ежегодно в марте, в селе проводятся гонки на оленьих упряжках в рамках Кубка Губернатора. Спортивная трасса длиной 90 километров пролегает до ближайшего села Чуванское и является самой протяжённой для оленьих гонок в мире.

## Население
| 2002 | 2010 | 2011 | 2012 | 2013 | 2014 | 2015 |
| ---- | ---- | ---- | ---- | ---- | ---- | ---- |
| 210  | ↘173 | ↘171 | ↘164 | ↘158 | ↘150 | ↘149 |
| 2016 | 2017 | 2018 | 2021 | 2023 |      |      |
| ↘145 | ↘139 | ↘138 | ↘114 | →114 |      |      |